# Cheongsam

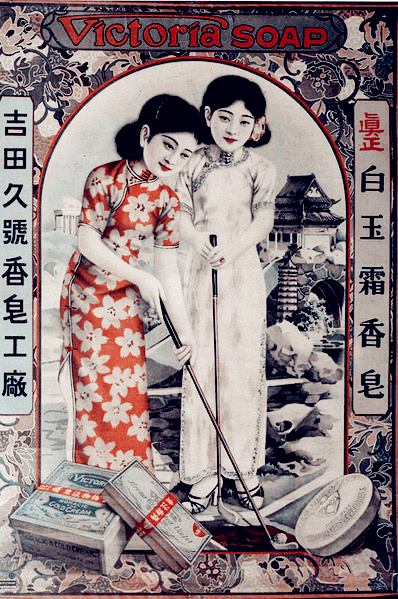
Due donne indossano un cheongsham in una illustrazione pubblicitaria del 1930

Il cheongsam è un tradizionale abito femminile manciù, equivalente femminile del changshan. In lingua cinese è conosciuto come qípáo (旗袍), qípáo'ér (旗袍儿), Wade-Giles ch'i-p'ao.

## Storia

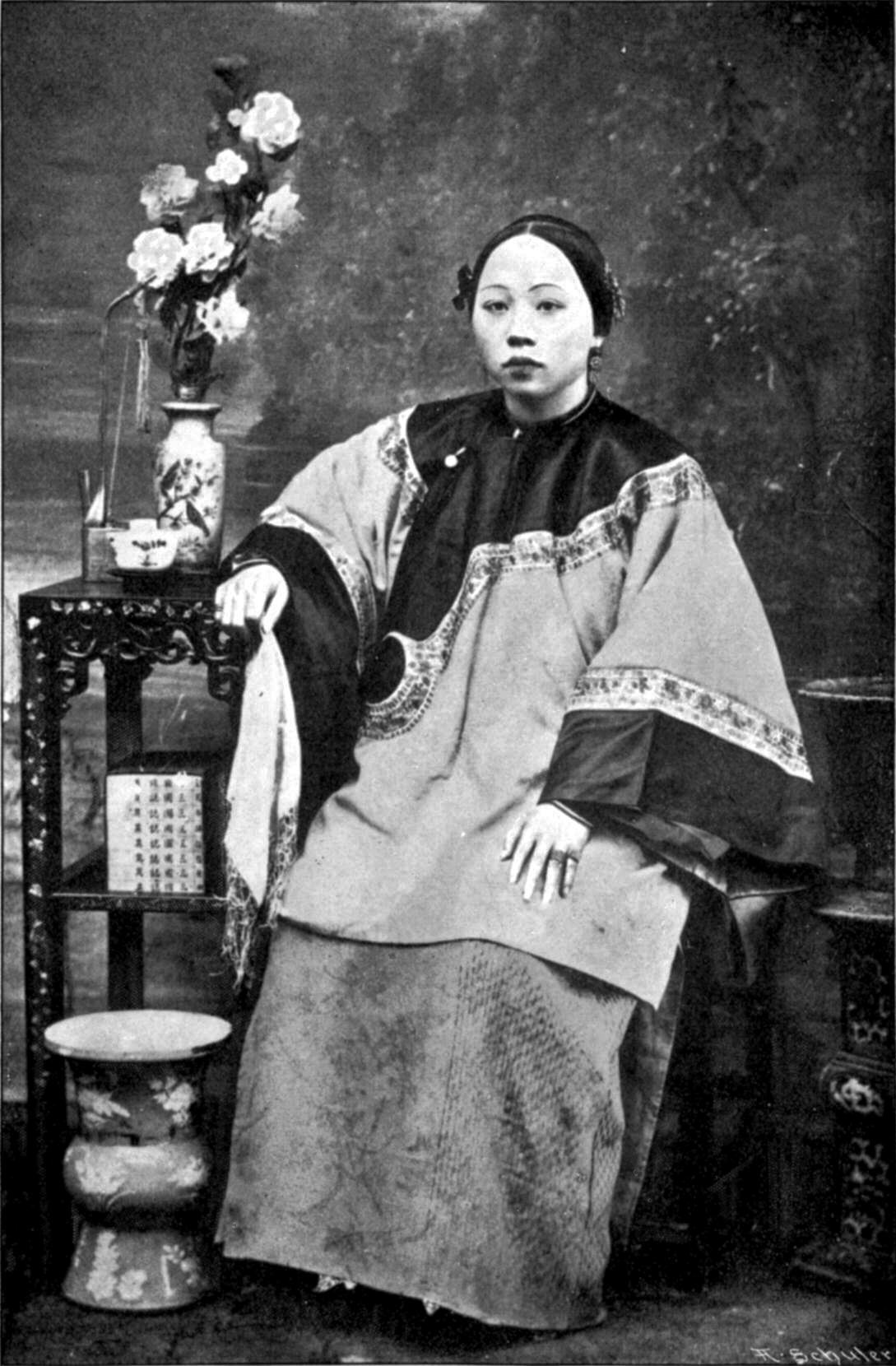
Una donna indossa il qipao tradizionale

Il cheongsam nasce nel periodo della dinastia Qing, durante il quale in Cina emersero alcuni strati sociali, principalmente mancesi, fra cui un gruppo chiamato "popolo della bandiera" (旗人 pinyin: qí rén). Le donne mancesi erano costrette per legge ad indossare un abito chiamato qipao, largo e dritto, che copriva completamente le forme femminili. Negli anni successivi il qipao fu adottato come abito tradizionale cinese, e modificato nello stile per essere maggiormente appetibile ai gusti del popolo.
I modelli diffusi attualmente sono stati creati negli anni venti a Shanghai, dove il qipao fu ridisegnato per essere maggiormente simile a quello diffuso tutt'oggi. A Shanghai venne conosciuto inizialmente con il nome changshan 长衫 in cinese e chèuhngsàam in lingua cantonese), ed è proprio con questo nome che l'abito ha conosciuto la propria popolarità in occidente.

## Descrizione

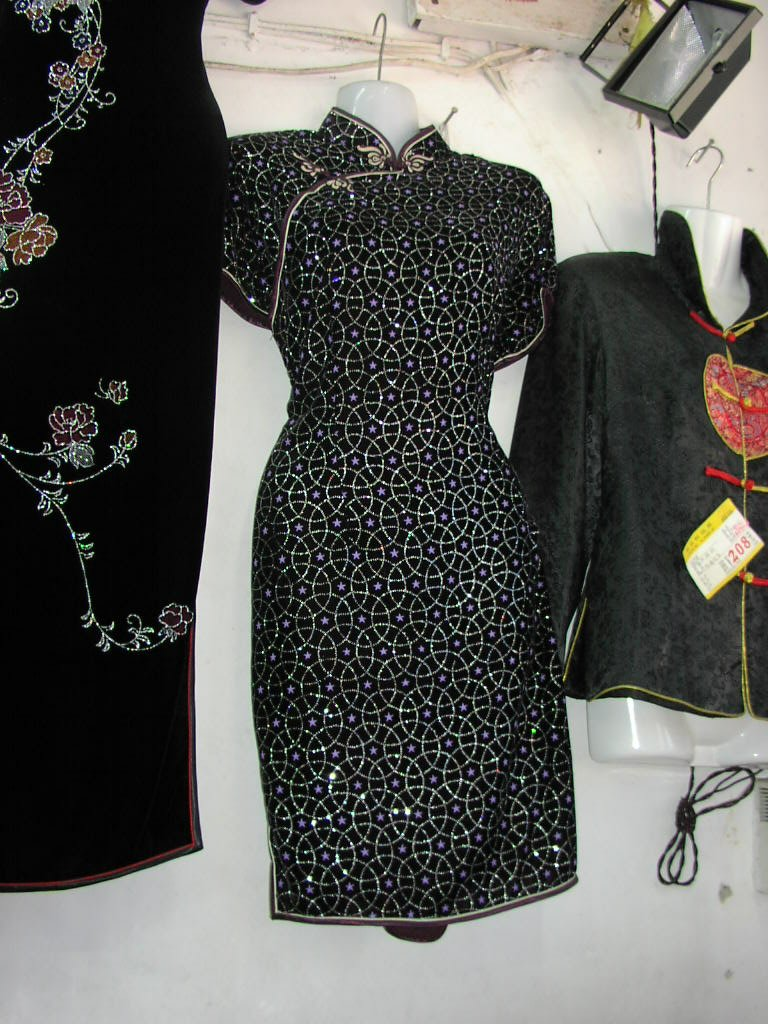
Un modello moderno di cheongsam

Il moderno cheongsam è un abito da donna consistente in un unico pezzo, generalmente molto aderente, a maniche lunghe o corte. Segno distintivo del cheongsam è il colletto alto, abbottonato con alamari e bottoni che scendono in diagonale dalla base del collo fino all'ascella. La gonna può essere di lunghezza variabile ed è generalmente molto stretta e dotata di spacchi laterali molto profondi. I modelli tradizionali del cheongsam sono generalmente realizzati in seta in un colore unico, o a fantasie, ed a volte bordato in un colore differente da quello del resto dell'abito.

## Nella cultura di massa
Uno dei primi film occidentali ad aver fatto conoscere il cheongsam in occidente è stato Il mondo di Suzie Wong del 1960 di Richard Quine, in cui la protagonista, interpretata da Nancy Kwan, indossava l'abito per quasi tutta la durata della pellicola. Prima della Kwan, l'attrice Jennifer Jones ne indossava un modello in L'amore è una cosa meravigliosa del 1955, che tra l'altro valse un Oscar a Charles Le Maire proprio per i migliori costumi. In In the Mood for Love la protagonista, interpretata, da Maggie Cheung sfoggia diversi modelli di cheongsam. Il cheongsam è presente anche in altri film del regista Wong Kar-wai come ad esempio 2046.
Shampoo, una delle protagoniste dell'anime Ranma ½ indossa abitualmente un cheongsam viola o rosso, così come ne indossa uno rosso o blu Anna Williams, personaggio del videogioco Tekken.
La protagonista del film Lussuria - Seduzione e tradimento si veste quasi esclusivamente con il cheongsam, insostituibile arma erotica.
Nella serie televisiva I predatori dell'idolo d'oro (1982-1983) la Principessa Koji indossa sempre un cheongsam.